# Давид Аугсбургский
Давид Аугсбургский (нем. David von Augsburg, лат. David de Augusta; род. ок 1200 года, Аугсбург — 19 ноября 1272, Аугсбург) — немецкий монах-францисканец, проповедник и наставник новициев, мистик. Считается одним из ведущих духовных писателей XIII века; автор известного послания «Формула для новициев» (лат. Formula novitiorum).
Кроме многих сочинений на латинском языке, Давид Аугсбургский оставил проповеди на немецком языке. Они были собраны германским филологом Францем Пфейффером в «Deutsche Mystiker des XIII Jahrhundert» (1845).
В проповеднических странствиях спутником Давида Аугсбургского был богослов Бертольд из Регенсбурга (1210—1272).

## Сочинения[4]
- «De compositione», полное название «De exterioris et interioris hominis compositione secundum triplicem statum incipientium, proficientium et perfectorum» (О формировании внешнего и внутреннего человека в соответствии с трояким положением начинающих, продвинутых и совершенных) — в адрес регенсбургских новициев. Трактат ошибочно приписывался Бонавентуре и был впервые издан в Брешиа в 1485 году среди сочинений Бонавентуры. Состоит из трёх частей:

1. «De compositione exterioris hominis ad novicios» (К новициям о формировании внешнего человека). Издание «Formula novitiorum» (весна 1596, изд. гуманиста М. Вельзера; гугл-скан (лат.)
2. «Formula de interioris hominis reformatione ad proficientes» (Формула для продвинувшихся о преобразовании внутреннего человека). Издано в «Pia et devota opuscula» (Аугсбург, конец 1596, изд. М. Вельзера; гугл-скан) (лат.)
3. «De septem processibus religiosorum» (О семи шагах монахов) — о ступенях религиозной мудрости. Издано в «Pia et devota opuscula» (Аугсбург, конец 1596; см. выше).